# Thies Christophersen
Thies Christophersen (Kiel, 27 de gener de 1918- Molfsee, 13 de febrer de 1997) fou un agricultor, polític, negador de l'Holocaust, publicista, i editor alemany.
Christophersen, un soldat ras (Schütze) de la Wehrmacht, va ser desplegat com a "líder especial" (Sonderführer) en les Waffen-SS durant la Segona Guerra Mundial i va estar estacionat durant aquest temps en la instal·lació de control de plagues Rajsko, localitzada a 3 km del camp de concentració d'Auschwitz. Christophersen va insistir que, havent romàs en l'àrea, hauria estat segur d'identificar assassinats en massa i va afirmar que mai va ser testimoni o es va adonar de tals incidents.